# Jenaer Christnachttragödie

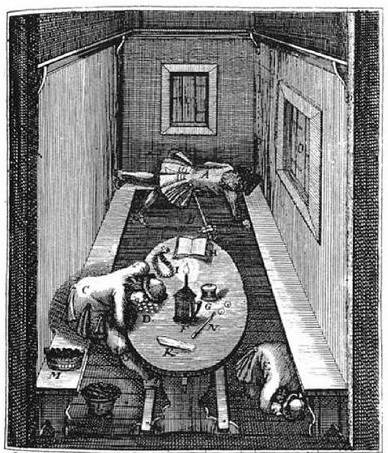
Kupferstich aus der Flugschrift „Wahre Eröffnung der Jenaischen Christnacht-Tragödie“, erschienen 1716

In der Jenaer Christnachttragödie starben an Heiligabend des Jahres 1715 zwei Schatzgräber und zwei Totenwächter nach einer Geisterbeschwörung. Im folgenden Jahr erhob sich ein Disput unter Gelehrten, ob die Todesfälle auf das Wirken Satans oder auf eine Rauchgasvergiftung zurückzuführen seien.

## Die Tragödie
Im Verlauf des Jahres 1715 fanden sich in Jena vier Männer zusammen: Georg Heichler, ein Schneider und Besitzer eines Weinberges am städtischen Galgen, Hans Friederich Geßner, ein Schäfer aus Döbritzschen, Hans Zenner, ein Bauer aus Ammerbach, sowie der Medizinstudent Johann Gotthard Weber. Heichler glaubte, dass in seinem Weinberg ein Schatz verborgen sei. Ein sicheres Indiz dafür sei die Weiße Frau, ein Gespenst, das sich dort öfter zeige. Er überzeugte die anderen, sie bräuchten nur eine Springwurzel und ein Zauberbuch, nämlich des Dr. Faustus’ „Höllenzwang“, um die schatzhütenden Geister zu beschwören und mit ihrer Hilfe denselben zu heben.
Am Heiligen Abend um neun Uhr begaben sich der Schäfer, der Bauer und der Student zum Weinberghäuschen. Heichler selbst blieb zuhause. Vor Ort zeichnete Weber das Tetragrammaton als magisches Siegel mit Bleiweiß über die Tür. Dann traten die Männer ein. Sie beteten das Vaterunser und zeichneten mit dem Degen des Studenten einen magischen Kreis an die Decke. Um sich in der bitterkalten Nacht zu wärmen, entzündeten sie etwas Holzkohle, die sie in dem Häuschen fanden, in einem offenen Gefäß. Damit waren die Vorbereitungen abgeschlossen und die Beschwörung konnte beginnen. Sie sprachen die Worte Tetragrammaton, Adonai Agla, Jehova und andere Namen Gottes aus. Sie riefen dreimal Fürst Och aus dem „Reich der Sonnen“ an, damit er ihnen den Geist Nathanael zu Hilfe schicke. Zum Schluss sollte Weber die Beschwörungsformel aus dem „Höllenzwang“ ebenfalls dreimal vortragen. Er schaffte lediglich einen Durchgang. Dann war ihm, als fiele er in einen tiefen Schlaf.
Als sich Heichler am nächsten Tag nach dem Gottesdienst zu seinem Häuschen begab, fand er Weber ohnmächtig auf der Bank liegen. Der Bauer und der Schäfer waren tot. Die Obrigkeit ließ den Studenten in ein Gasthaus schaffen und bestellte drei Wächter, die bei den Toten bleiben sollten. Diese entfachten ebenfalls ein Kohlefeuer. Am folgenden Morgen waren zwei von ihnen verstorben. Der überlebende Wächter behauptete, ein Geist in Gestalt eines Knaben sei ihnen erschienen, habe im Häuschen rumort und die Tür mit einem lauten Knall zugeschlagen. Alle Anwesenden, sowohl die Toten als auch die Davongekommenen, wiesen rote Striemen und Wundmale am Körper auf. (Bei Kohlenstoffmonoxidvergiftungen ist oft eine hellrote Hautfarbe zu beobachten.)

## Die Folgen
Die Verstorbenen Hans Friederich Geßner und Hans Zenner wurden am 11. Januar 1716 unter dem Jenaer Galgen verscharrt. Über den Studenten Weber sprach seine Fakultät die ewige Relegation aus, Schneider Heichler wurde von der Obrigkeit für zehn Jahre des Landes verwiesen. Über die Ursache der Todesfälle herrschte auch nach beendeter gerichtlicher Untersuchung Uneinigkeit. Selbst die Mediziner teilten sich in zwei Lager: Die einen, angeführt von dem Hallenser Dekan Friedrich Hoffmann, erörterten die ihrer Ansicht nach giftige Wirkung der Kohlendämpfe. Andere, so der Jenaer Arzt Erdmann Friedrich Andreae, führten den verderblichen Einfluss des Teufels ins Feld. In der lokalen Überlieferung blieb die Jenaer Christnacht so lange lebendig, dass sie noch Mitte des 19. Jahrhunderts Ludwig Bechstein in sein Deutsches Sagenbuch aufnehmen konnte.

## Zeitgenössische Berichte und Abhandlungen (Auswahl)
- Friedrich Hoffmann: Eines berühmten Medici Gründliches Bedencken Und Physicalische Anmerckungen: Von dem tödlichen Dampff der Holtz-Kohlen Auf Veranlassung der in Jena beym Ausgang des 1715. Jahres vorgefallenen traurigen Begebenheit aufgesetzet Und nun, zum gemeinen Nutzen, dem Drucke überlassen. Halle in Magdeburgischen: Zufinden in der Regerischen Buchhandlung, 1716 (Digitalisat des Exemplars der Universitäts- und Landesbibliothek Sachsen-Anhalt, VD18)
- Sententia wegen der in der Christ-Nacht des vergangenen 1715. Jahres geschehenen Beschwerung der Geister, und darauff erfolgeten betrübten Todes-Fälle. – Bericht der Untersuchungskommission (10094261 im VD 18.)
- Georg Andreas Zeideler: Sinceri Philalethæ Gründliches Send-Schreiben und Physicalisch Judicium Von Dem gifftigen Räucher-Pulver und tödtlichen Dampff, oder Gas sulphureo subtilissimo der Holtz-Kohlen, und hierauff erfolgten Tod Derer in dem Heuchlerischen Weinberge zu Jena am ersten heiligen Weynacht-Feyertage 1715. nach einer an dem heil. Christ-Abende vorgenommenen Abergläubischen und schändlichen Conjuration Und Citation des Teuffels, Einige vergrabene Schätze zu offenbahren, gefundenen zwey Bauern: An Einen vornehmen werthen Freund P. S. S. 1716. (Digitalisat des Exemplars der Universitätsbibliothek Göttingen, VD18)
- Erdmann Friedrich Andreae: Erdman. Friedr. Andreæ, Medicinæ Doctoris und Practici, Gründlicher Gegensatz Auf das ohnlängst in Halle im Magdeburgischen ausgegebene Gründliche Bedencken und physicalische Anmerckungen Eines berühmten Medici von dem tödtlichen Dampff der Holtz-Kohlen: Jn welchem … der Tod derer in dem Heuchlerischen Weinberge zu Jena am 1. Christ-Tage 1715. gefundenen … zweyen Männer, lediglich natürlichen Ursachen zugeschrieben, Jn jenem aber das Gegentheil hinlänglich und Acten-mäßig erwiesen, auch … erklähret wird. Werther, Jena 1716 (11132337 im VD 18.)